# 石井与次兵衛
石井 与次兵衛（いしい よじべえ）は、安土桃山時代の武将。船奉行として豊臣秀吉に仕えた。明石次郎兵衛ともいわれる。

## 経歴
播磨国明石郡船上の人で、子孫は平氏を自称。天正ごろまでには水軍として活動する。織田信長の武将として中国地方へ進出した羽柴秀吉の傘下に加わり、馬廻となる。天正11年（1583年）秀吉が大坂城に移った際、率いる水軍全船団の回航を命じられている。天正12年（1584年）小西行長とともに水軍を指揮して讃岐十河城に兵糧を輸送。翌年の四国征伐でも船団整備に尽力し、九州征伐・小田原征伐においても水軍を率いて出陣した。天正20年（1592年）文禄の役において秀吉に従って肥前名護屋城に出張したが、大政所危篤のために秀吉が帰京することとなり毛利秀元とともにその移送を担ったが、関門海峡で秀吉の乗船が座礁。その責を負って自殺した。子も連座して死んだが、甥が娘婿となって家督を相続し、その弟の子孫が小倉藩小笠原氏に船奉行として仕えた。
関門海峡には自殺した与次兵衛を哀悼して命名された「与次兵衛ヶ瀬」という暗礁があった。現在は明治の海峡工事によって消滅したが、中津藩細川忠興によって同地に建立された碑石は数度の移転を経て和布刈公園に移されている。また与次兵衛の自殺については異説があり、毛利氏の謀叛を偽証したことによる成敗とか、故意に座礁させて秀吉を暗殺しようとしたとする伝承もある。